# Lithognathus lithognathus
Lithognathus lithognathus är en fiskart som först beskrevs av Cuvier 1829.  Lithognathus lithognathus ingår i släktet Lithognathus och familjen havsrudefiskar. Inga underarter finns listade i Catalogue of Life.